# Dacus merzi
Dacus merzi är en tvåvingeart som beskrevs av White 2006. Dacus merzi ingår i släktet Dacus och familjen borrflugor.
Artens utbredningsområde är Kenya. Inga underarter finns listade i Catalogue of Life.